# 莫如善
莫如善（1511年—？），字子明，號鳳巖，龍驤衛軍籍，廣東恩平縣人，明朝政治人物。

## 生平
嘉靖十三年（1534年）甲午科順天府鄉試第十四名舉人，嘉靖二十九年（1550年）中式庚戌科會試第二百十七名，二甲第五十八名進士。初为户部主事，掌管财政大权，以廉着称，升为员外郎，历升兖州府知府、四川兵备副使。隆慶二年（1568年）六月升云南布政司右参政，五年四月升福建按察使，六年正月令致仕。政绩显著，曾助抗倭。

## 著作
传世之作有《代艺贤已稿》、《三教会编》、《政纪》、《莫子明文集》等。

## 家族
曾祖莫僖。祖父莫愚。父莫疑，御前錦衣衛冠帶總旗。母朱氏（旌表節婦）。慈侍下。族兄莫如爵，云南道监察御史；族弟莫如士，監察御史、大理寺右少卿